# Oncopodiella hyperparasitica
Oncopodiella hyperparasitica är en svampart som beskrevs av D. Hawksw. 1975. Oncopodiella hyperparasitica ingår i släktet Oncopodiella, divisionen sporsäcksvampar och riket svampar.   Inga underarter finns listade i Catalogue of Life.